# Villanova Solaro
Villanova Solaro es una localidad y comune italiana de la provincia de Cuneo, región de Piamonte, con 771 habitantes.

## Evolución demográfica
| Gráfica de evolución demográfica de Villanova Solaro entre 1861 y 2001 |
|                                                                        |
| Fuente ISTAT - elaboración gráfica de Wikipedia                        |